# Stuart A. Reiss
Stuart A. Reiss (15 de julho de 1921 — 2015) é um diretor de arte estadunidense. Venceu o Oscar de melhor direção de arte em duas ocasiões: por The Diary of Anne Frank e Fantastic Voyage.